# Choisy-au-Bac
Choisy-au-Bac è un comune francese di 3 588 abitanti situato nel dipartimento dell'Oise della regione dell'Alta Francia.

## Società

### Evoluzione demografica
Abitanti censiti